# Piotr Żołądek
Piotr Bogusław Żołądek (ur. 22 lutego 1968 w Chmielniku) – polski samorządowiec, urzędnik państwowy, członek zarządu województwa świętokrzyskiego IV i V kadencji, w latach 2008–2010 wicewojewoda świętokrzyski.

## Życiorys
Ukończył studia politologiczne na Akademii Świętokrzyskiej w Kielcach. Pracował w prywatnym przedsiębiorstwie, następnie był dyrektorem biura zarządu wojewódzkiego Polskiego Stronnictwa Ludowego.
18 lutego 2008 został powołany na urząd wicewojewody świętokrzyskiego. W wyborach samorządowych w 2010 uzyskał mandat radnego sejmiku. 2 grudnia tego samego roku po uprzedniej rezygnacji ze stanowiska wicewojewody został wybrany na członka zarządu województwa świętokrzyskiego. W 2014 uzyskał reelekcję w wyborach do sejmiku, utrzymał również stanowisko członka zarządu, które zajmował do 2018. W tym samym roku oraz w 2024 ponownie był wybierany na radnego województwa.
Z ramienia PSL bezskutecznie kandydował na posła w 2015 i 2019. W 2023 startował do Sejmu z ramienia współtworzonej przez ludowców Trzeciej Drogi. W 2024 objął stanowisko dyrektora oddziału regionalnego Agencji Restrukturyzacji i Modernizacji Rolnictwa w Kielcach.